# Szappanos Gábor
Szappanos Gábor (Budapest, 1962. június 21. –) magyar író, műfordító, szerkesztő, tanár.

## Életpályája
1987-ben végzett az ELTE Bölcsészettudományi Karának angol-olasz szakán. 1987-től 1994-ig az Európa Könyvkiadó angolszász-skandináv felelős szerkesztője, 1997-től 1999-ig a Nagyvilág folyóirat, 2005-től a PoLíSz rovatvezetője. 1994-től szabadúszó. Angol, svéd, dán, norvég és olasz nyelvből fordít. Számos irodalmi antológia társfordítója vagy társszerzője. Novellái, regényrészletei, recenziói, tanulmányai, útirajzai mintegy harminc lapban, folyóiratban jelentek meg, többek közt a Népszabadság, a Magyar Nemzet, a Kortárs, a Kalligram, a Tekintet, a Hitel, az Élet és Irodalom, az Életünk, a Magyar Napló, a Könyvvilág, a Nagyvilág, a Köznevelés, Somogy, a Polísz, a Magyar Lettre, a Napút, a NapSziget és Az irodalom visszavág lapjain. Novellisztikája 1998 óta szóbeli érettségi tétel volt több budapesti gimnáziumban. Jelenleg angolról magyarra való műfordítást, prózaírást, valamint szerkesztést tanít a Hungarovox Oktatási Stúdióban.

## Művei
- Apokrif történetek - Novellák egy hétre (elbeszélések, Hungarovox, Budapest, 1999)
- Szárazbabódi dekameron (novellák, Hungarovox, Budapest, 2002)
- Ajándéknapok a túlvilágról (elbeszélések, Kráter, Budapest, 2007)
- Csőregh Márton válogatott szenvedései (regény, Kráter, Budapest, 2008)
- A Királynő mélyén (erotikus történelmi kalandregény, Tarandus, Győr, 2011)
- Boldog Szindbád pokoljárásai (utazóregény, Tarandus, Győr, 2012)
- Széll Zsófia–Tóth Irén–Szappanos Gábor–Batári Gábor; NapSziget a Művészetekért Alapítvány, Bp., 2014 (4 az 1-ben)
- Szentek hétköznapi csodái - Élet a végítélet után (kisregény, Cédrus Művészeti Alapítvány, Budapest, 2017)
- A zöld Krisztus (regény, Pro Pannonia Kiadói Alapítvány, Pécs, 2019)

## Jelentősebb műfordításai
- Graham Greene: A Kapitány és az ellenség (Európa, 1992)
- Desmond Morris: Az állati jogok szerződése (Európa, 1995)
- Richard Pipes: Az orosz forradalom története (Európa, 1997)
- P. D. James: Eredendő bűn (Európa, 2000)
- Parkmotívumok ellenfényben (Modern svéd elbeszélések, Nagyvilág, 1999) (válogatta és nagyrészt fordította)
- Árni Ibsen: Mennyország (dráma, in: Őszi álom) (Európa, 2002)
- Line Knutzon: Közeleg az idő (dráma, in: Őszi álom) (Európa, 2002)

## Díjai, elismerései
- A Szociális és Családügyi Minisztérium és a Magyar Írószövetség pályázatának nívódíja (2000)
- A Honvédelmi Minisztérium és az Írószövetség közös millenniumi pályázatán a Honvéd Vezérkar különdíja (2000)
- A Kráter Műhely Egyesület műfordítói díjának II. helyezése (2004)
- A Magyar Alkotóművészeti Közalapítvány és a MAKtár Klub pályázatának I. díja irodalom kategóriában (2006)
- Bólya Péter-díj (2007)
- A Magyar Napló regénypályázatának I. különdíja (2007)
- A Tinta-Klub "Város és Függőség" című misztikus novellapályázatának különdíja (2008)
- A Bárka folyóirat országos irodalmi pályázatának I. díja (2009)
- NKA alkotói ösztöndíj (2013)
- NKA alkotói ösztöndíj (2015)
- A Kisalföld napilap és a Tarandus Kiadó "Magyar Radír" című országos szépirodalmi pályázatának Nagydíja (2016)
- NKA alkotói ösztöndíj (2017)